# Grouard 231
Grouard 231 är ett reservat i Kanada.   Det ligger i provinsen Alberta, i den centrala delen av landet, 3 000 km väster om huvudstaden Ottawa. Grouard 231 ligger vid sjön Lilla Slavsjön.
I omgivningarna runt Grouard 231 växer i huvudsak blandskog. Trakten runt Grouard 231 är nära nog obefolkad, med mindre än två invånare per kvadratkilometer.